# Titidius haemorrhous
Titidius haemorrhous är en spindelart som beskrevs av Cândido Firmino de Mello-Leitão 1947. 
Titidius haemorrhous ingår i släktet Titidius och familjen krabbspindlar. Inga underarter finns listade i Catalogue of Life.